# Patrik Rochling
Patrik Rochling, född 11 november 1976 i Simrishamn är en svensk serietecknare och manusförfattare. Han producerar Johanna-sviten (huvudsakligen som manusförfattare) tillsammans med Li Österberg.
Rochling debuterade 2000 i nätfanzinet Wonderful Comics med serienovellen Dagslända som följdes av Kongsberghäxan. Han medverkar även i antologierna Allt för konsten 3-10. 2003 kom det egna seriealbumet Johanna som följdes av Hjärtat brinner. Samtliga är utgivna på Optimal press.
Rochling skriver manus och tecknar en del bakgrundsbilder, i första hand perspektivbilder. Österberg står för figurskiss, en del naturmiljöer samt tuschning.
Rochling var med i dokumentärfilmen Patrik och Johanna från 2013, i regi av Daniel Permbo.

### Seriealbum
- Johanna, 2003
- Hjärtat brinner, 2005
- Skaparens folk, 2006
- Pusselbitar, 2008
- Vänd dig om, 2010
- Vaka, 2012
- Johannasviten, 2014
- Gasraketen, 2014
- Partydrottningen, 2016
- Allting börjar här, 2018
- Koppar, 2019
- En annan frihet, 2023

### Antologier
- Allt för konsten 3, 2002
- Allt för konsten 4, 2003
- Bröstflickan, 2004
- Allt för konsten 5, 2004
- Bröstflickan, 2004
- Allt för konsten 6, 2005
- Gryningen, 2007
- Allt för konsten 7, 2008
- Allt för konsten 8, 2009
- Allt för konsten 9, 2010
- Allt för konsten 10, 2012
- Tago v. 1, 2013